# Canthydrus ruficollis
Canthydrus ruficollis is een keversoort uit de familie diksprietwaterkevers (Noteridae). De wetenschappelijke naam van de soort werd in 1895 gepubliceerd door Maurice Auguste Régimbart.
De soort werd ontdekt in het Kristalgebergte in Centraal-Afrika; dit strekt zich uit over delen van Congo-Brazzaville, Congo-Kinshasa en Noord-Angola langs de Atlantische kust.